# Schloss Wolfsgarten

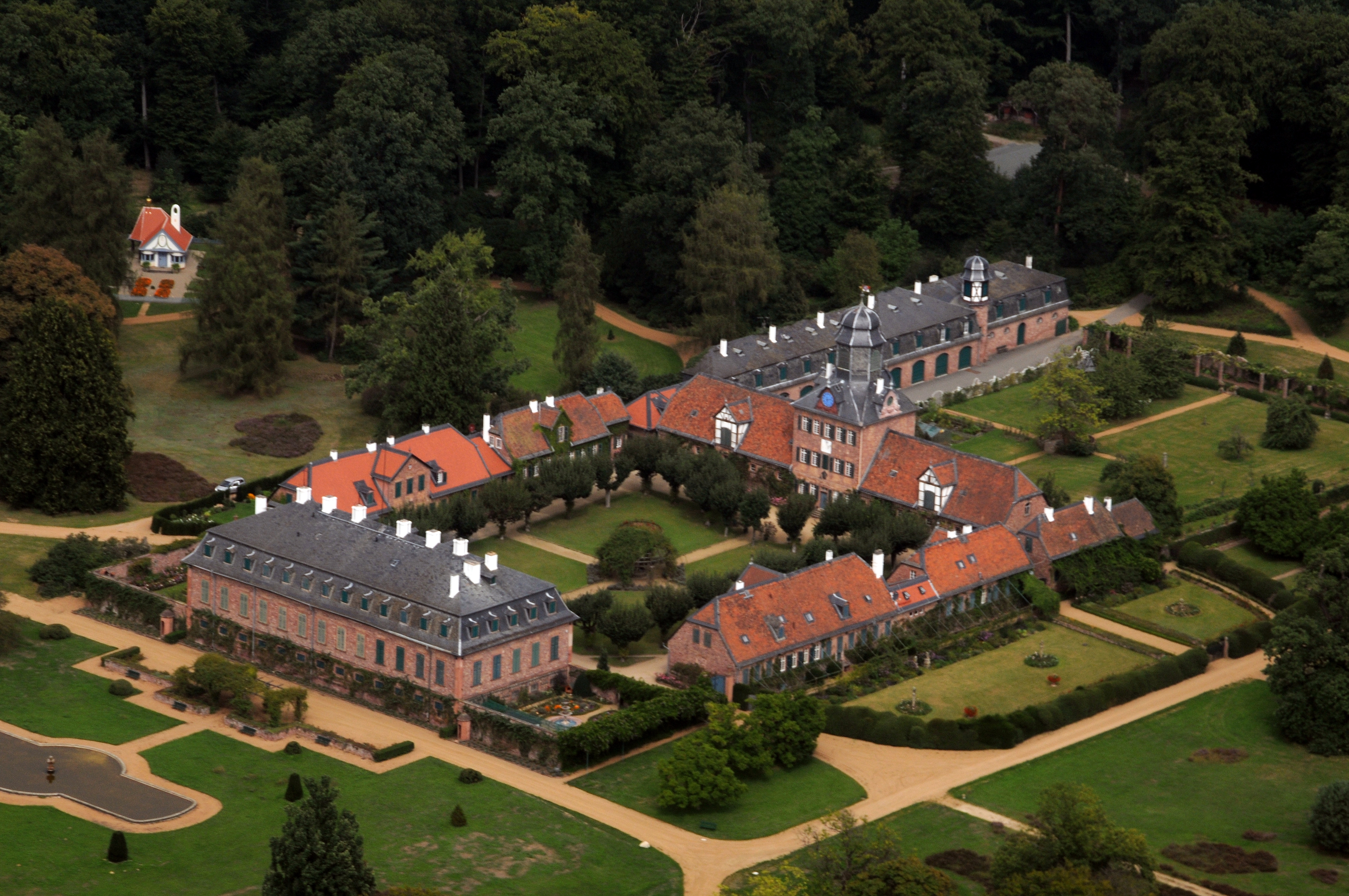
Luftaufnahme 2008

Das Schloss Wolfsgarten ist ein ehemaliges Jagdschloss in Langen (Hessen), ungefähr 15 km südlich von Frankfurt am Main.

## Geschichte

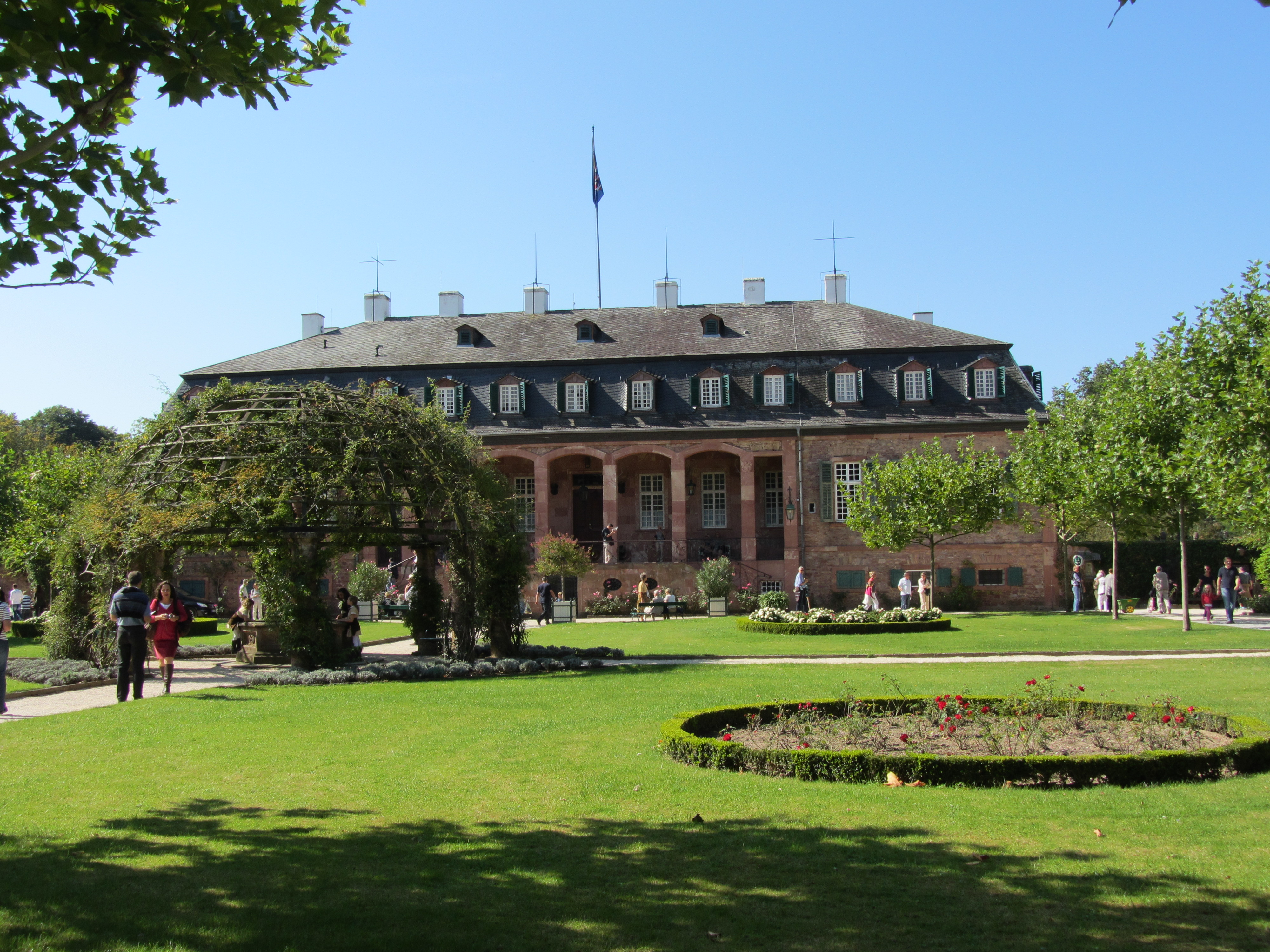
Das Herrenhaus

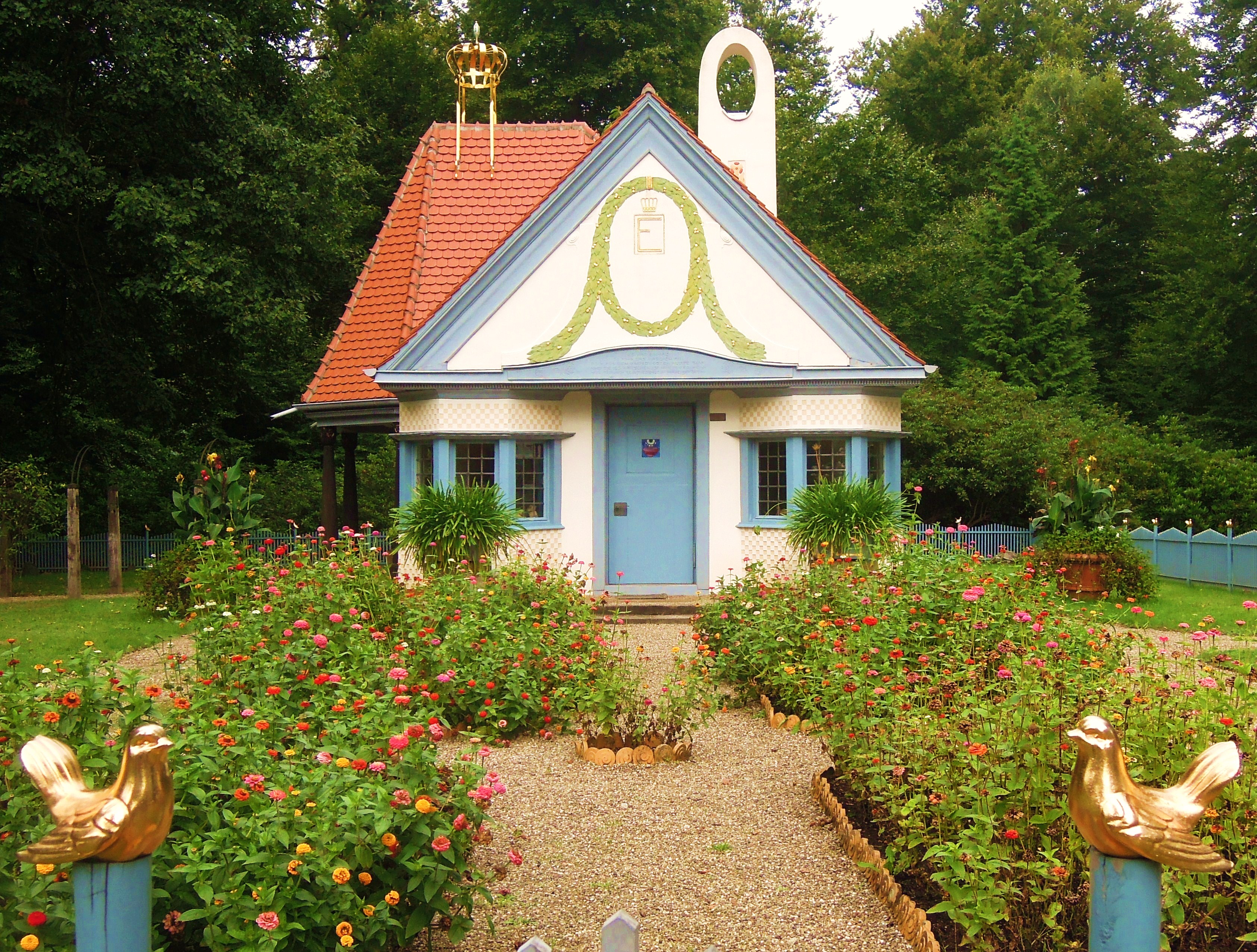
„Prinzessinnenhaus“, von Joseph Maria Olbrich

Das Schloss wurde 1722 bis 1724 nach Plänen des Oberbaumeisters Louis Remy de la Fosse durch Landgraf Ernst Ludwig von Hessen-Darmstadt als Jagdschloss errichtet, wie etwa zur selben Zeit auch das etwas westlicher gelegene Jagdschloss Mönchbruch. Es entsprach dem damals gängigen Muster für Jagdschlösser, die durch die von Ernst Ludwig 1709 eingeführte Parforcejagd Hochkonjunktur hatten: ein rechteckiger Hof, um den der Herrenbau, gegenüber die Stallungen und seitlich weitere Gebäude angeordnet waren.
1768 wurde die Parforcejagd abgeschafft, Schloss Wolfsgarten wurde nicht mehr genutzt und verfiel. Erst ab 1834 nahm sich Großherzog Ludwig III. der verfallenden Gebäude an. Er ließ die Anlage sorgfältig renovieren, wieder ausstatten und nutzte sie.
Zu Beginn des 20. Jahrhunderts erfuhr das Schloss umfangreiche Umbauten und der Park wurde gestaltet. Dazu zählt auch das 1902 durch den Architekten Joseph Maria Olbrich für Prinzessin Elisabeth, Tochter des regierenden Großherzogs Ernst Ludwig, im Jugendstil erbaute Prinzessinnenhaus (auch „Spielhaus“ genannt). Das Haus und seine gesamte Einrichtung sind so verkleinert, dass sie auf Größe der damals siebenjährigen Prinzessin abgestellt waren. Es ist heute das einzige unverändert erhalten gebliebene Werk von Joseph Maria Olbrich.
Im November 1903 besuchte Zar Nikolaus II. in Schloss Wolfsgarten den geschiedenen und noch nicht wiederverheirateten Großherzog Ernst Ludwig, dessen Schwester Alix im November 1894 seine Frau geworden war, die Zarin Alexandra, letzte Kaiserin Russlands. Im Anschluss an ein Treffen in Wiesbaden kamen der Zar und Kaiser Wilhelm II. am 5. November in Wolfsgarten zusammen. Wilhelm versuchte den Zaren, seinen Cousin, für eine „Heilige Allianz“ Russlands mit Deutschland und Österreich zu gewinnen.  Noch im gleichen Monat folgten Ernst Ludwig und seine achtjährige Tochter der Einladung seiner Schwester und ihres Ehemanns zum familiären Gegenbesuch auf das Jagdschloss Skierniewice, wo Prinzessin Elisabeth am 16. November 1903 nach kurzer Krankheit starb.
Nach der Novemberrevolution wurde der Großherzog von Hessen und bei Rhein am 9. November 1918 abgesetzt, aber nicht entschädigungslos enteignet. Schloss Wolfsgarten blieb einer von mehreren Wohnsitzen der vormals großherzoglichen Familie. Ernst Ludwig starb hier 1937, sein Sohn Ludwig von Hessen und bei Rhein lebte hier als Chef des Hauses Hessen-Darmstadt bis zu seinem Tod 1968, dessen Witwe Margaret bis zu ihrem Tod 1997 und danach deren Adoptivsohn und Erbe Moritz Landgraf von Hessen bis zu dessen Tod im Mai 2013.
Im September 2013 wurden die Seitengebäude des Jagdschlosses wieder (nach einem Gemälde von Ernst August Schnittspahn) in den Zustand von 1844 versetzt. Die Bruchsteinwände wurden beige verputzt, um das anfällige Mauerwerk vor Wind und Wetter zu schützen. Außerdem wurden die Dächer neu eingedeckt (3000 m² Fläche) und deren hölzernes Tragwerk erneuert. Für den Herrenbau und Marstall sind ähnliche Maßnahmen zu einem späteren Zeitpunkt vorgesehen.

## Besichtigung

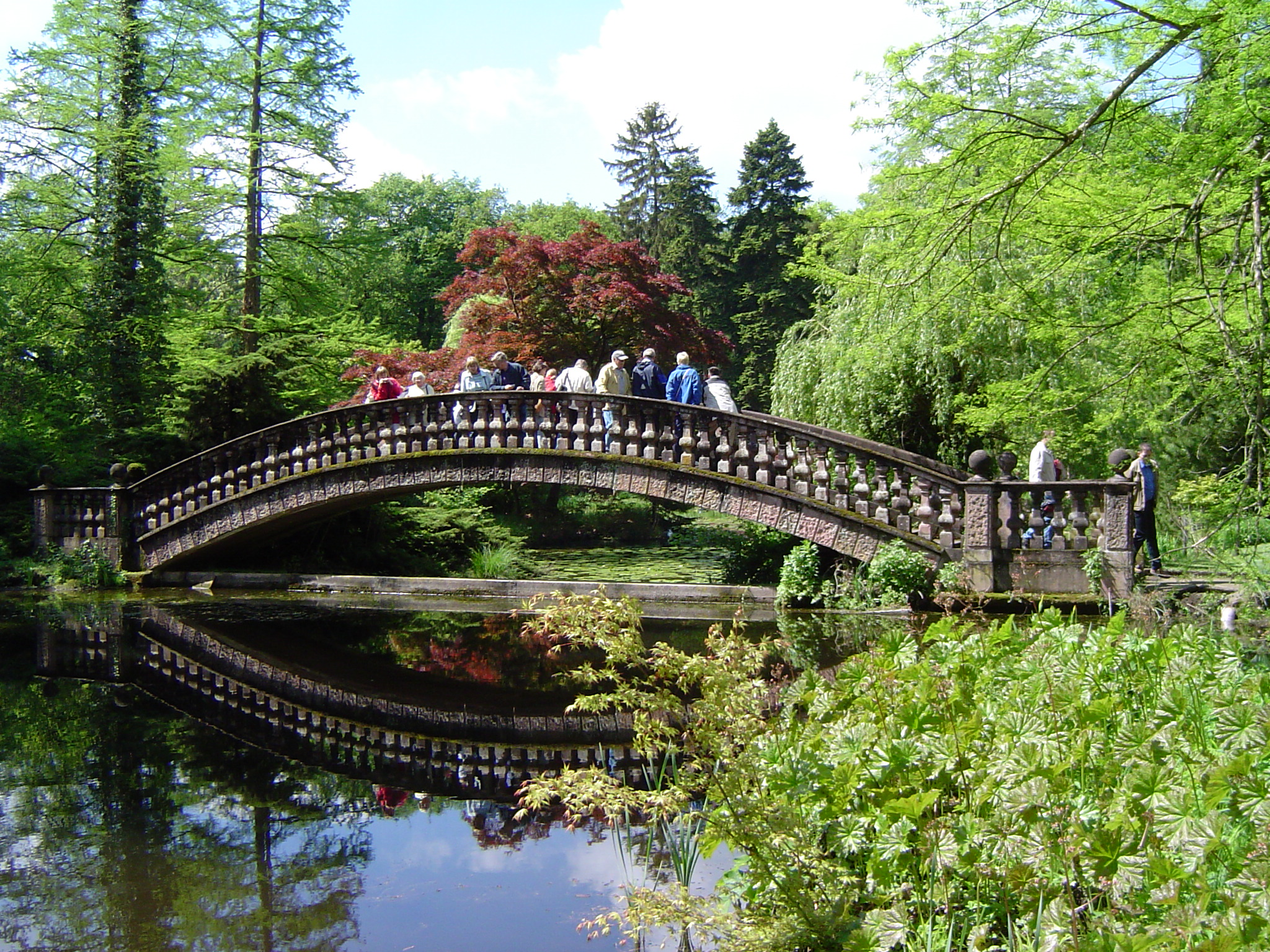
Brücke über den Schlossteich

Heute befindet sich das Schloss im Eigentum der Hessischen Hausstiftung und ist nicht frei zugänglich. Alljährlich an zwei Wochenenden im Mai zur Rhododendrenblüte und drei Tage im September zum „Fürstlichen Gartenfest“ (freitags bis sonntags am dritten Wochenende des Monats) macht das Haus Hessen den Park für Besucher zugänglich. Zudem findet am 1. Mai ein ökumenischer Gottesdienst im Park statt.